# تویاما کاگه‌موتو
تویاما کاگه‌موتو (به ژاپنی: 遠山景元 Tōyama Kagemoto); ۲۷ سپتامبر ۱۷۹۳ – ۱۵ آوریل ۱۸۵۵) یک هاتاموتو و سامورایی در طی شوگون‌سالاری توکوگاوا، دوره ادو اهل ژاپن بود.